# Несьпо (озеро)
Несьпо или Неспо — озеро в Калошинской волости Усвятского района Псковской области, к югу от Урицкого озера.
Площадь — 0,9 км² (94,5 га; с островами — 1,0 км² или 100,0 га). Максимальная глубина — 6,2 м, средняя глубина — 3,7 м. Площадь водосборного бассейна — 5,39 км².
На северном берегу озера расположена деревня Несьпо, на южном — деревня Пралище.
Сточное. Относится к бассейну реки Неспица, которая через Урицкое озеро соединяется с Серучицей, впадающей в свою очередь в Ловать.
Тип озера плотвично-окуневый с лещом и уклеей. Массовые виды рыб: щука, плотва, окунь, лещ, уклея, ерш, красноперка, карась, линь, налим, вьюн.
Для озера характерно: в центре — ил, в литорали — песок, заиленный песок, ил, есть сплавины; в прибрежье — леса и болото.
Код водного объекта в государственном водном реестре — 01040200311102000022975.